# Château de Gottorf
Le château de Gottorf (en bas-saxon et en danois, la forme est « Gottorp ») est un château de la ville de Schleswig, parmi les plus imposants du Land de Schleswig-Holstein.

## Histoire
Le bâtiment fut reconstruit plusieurs fois et agrandi, de telle sorte que du château médiéval, on est passé à un édifice renaissance, puis baroque. Le château était la possession des rois danois, des ducs de Schleswig et des ducs de Schleswig-Holstein-Gottorp, à l'origine de la seconde lignée de la famille Romanov et donc des derniers empereurs de Russie. Après l'annexion de la région de Gottorf qui faisait partie du Schleswig par la couronne du Danemark en 1713, le château devint le siège du gouverneur (souvent d'origine allemande) de la couronne du Danemark pour le Schleswig (possession personnelle du roi), avant d'être finalement transformé en caserne.
Le bâtiment héberge le musée du Land de Schleswig (Landesmuseum), ainsi que le « Schleswig Holsteinische Landesmuseen », institution valorisant le passé du château.

## Les musées

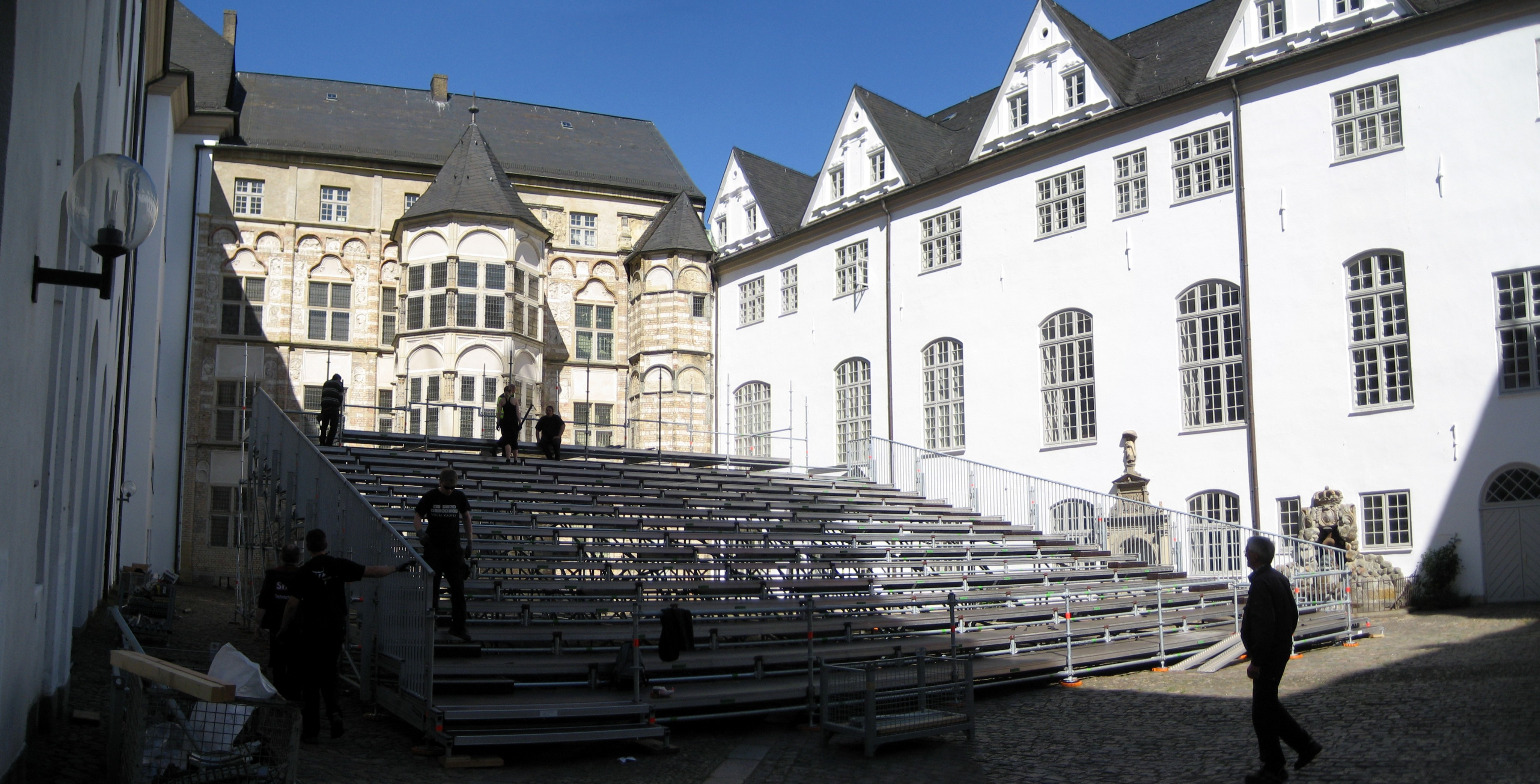
Mise en place d'un hall d'exposition dans la cour intérieure du château.

Le château de Gottorf héberge les principaux musées régionaux du Schleswig-Holstein, et accueille un grand nombre de manifestations culturelles. Outre les expositions temporaires (y compris celles d'artistes contemporains), des pièces de théâtre et des concerts improvisés se déroulent dans la cour.

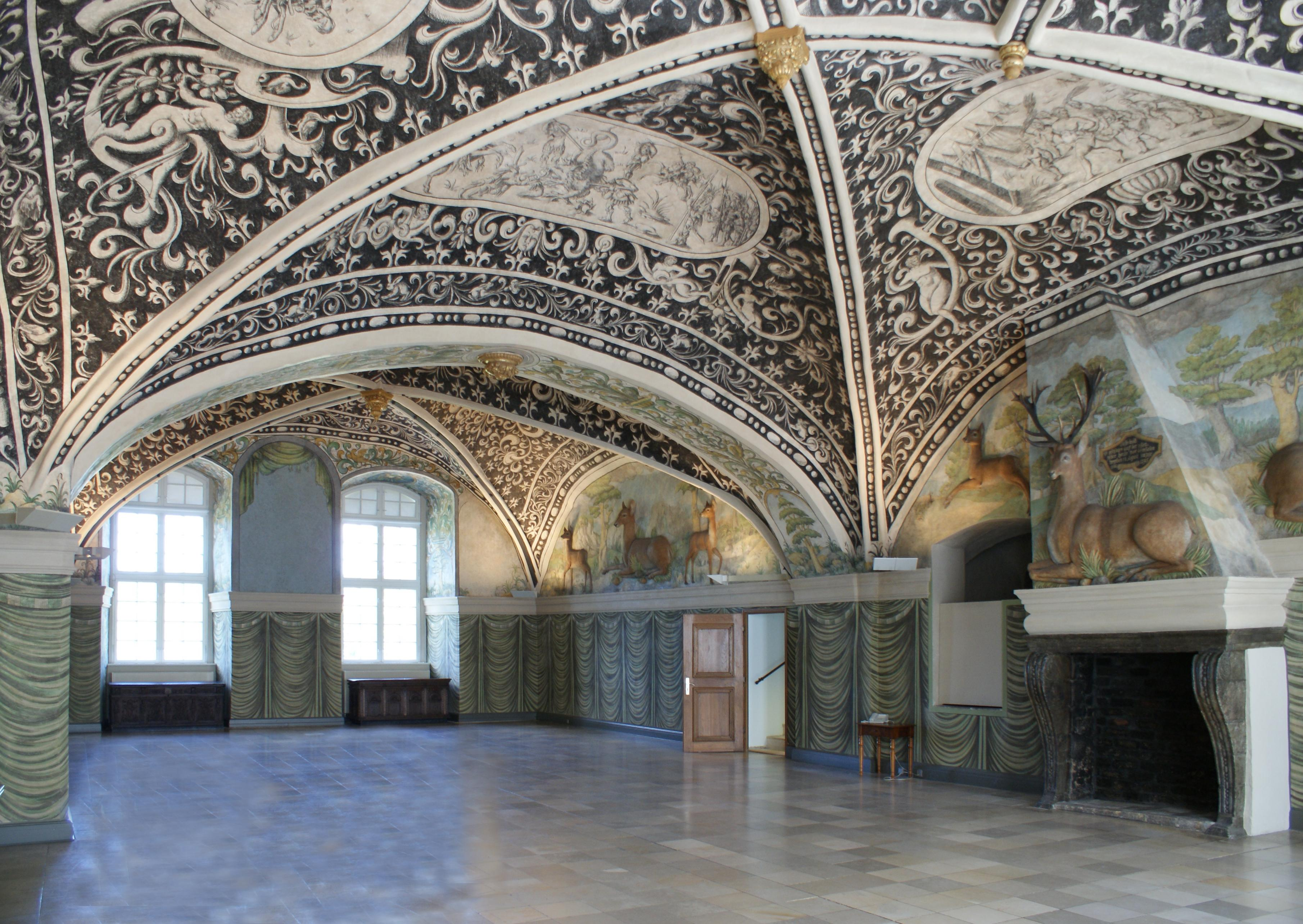
La salle du Cerf dans l'aile nord du château.

Tout le parc et une grande partie des salles du château sont ouvertes aux visiteurs. L'ordonnance originelle du château a été en partie conservée et l'on peut voir toutes les salles à l'occasion de visites guidées. Les plus remarquables sont la salle du cerf (Hirschsaal) de 1591 et la chapelle Renaissance, construite sur deux niveaux. Le château est considéré comme l'édifice profane le plus important du Schleswig-Holstein médiéval,.

### Le musée régional de l'Art et de la Culture
Le musée régional de l'Art et de la Culture est installé depuis 1945 dans le château de Gottorf. Ses principales collections vont du Moyen Âge à l'art contemporain, en passant par la Renaissance.
L'art du Moyen Âge est présenté dans l'imposante salle du Gothique de 1490, qui est l'une des plus vieilles salles du château. Parmi les joyaux des collections de la Renaissance, citons les œuvres de Lucas Cranach l'Ancien, ainsi qu’un exemplaire de la Bible de Gutenberg, de 1452-54.

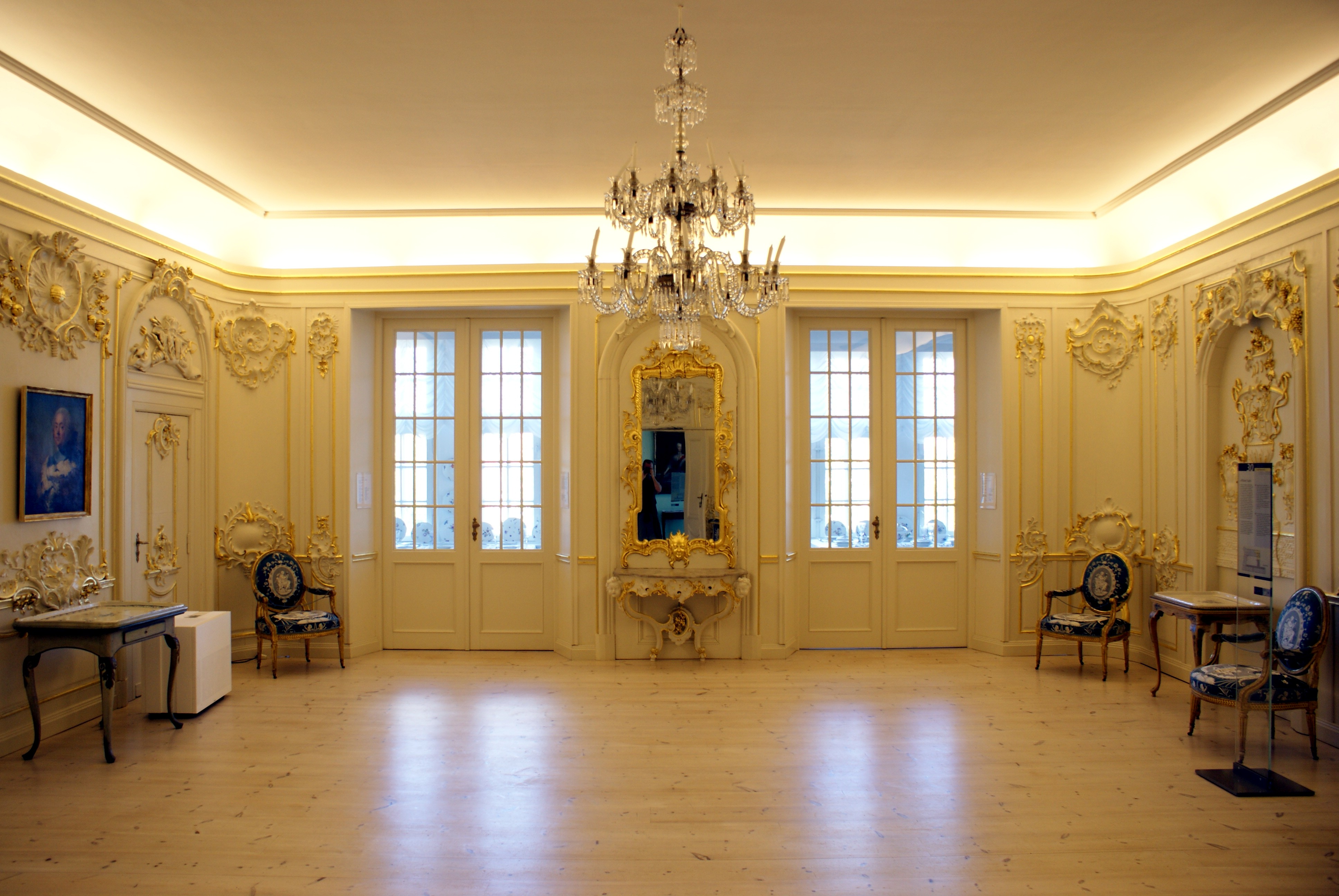
La salle Plön est consacrée au XVIII.

Les tableaux, sculptures et objets d'art des collections ducales donnent un aperçu satisfaisant de la période baroque de Gottorf : les objets les plus intéressants sont ici les meubles et couverts somptueux, couvrant toute la période du Moyen Âge à aujourd'hui. Il y a une collection unique de faïences d'Europe du Nord. Les ailes ouest et nord du château abritent des objets recueillis à travers tout le Schleswig-Holstein, et présentés dans l'ordre chronologique : on voit par exemple dans la salle Plön de 1930, plusieurs tableaux représentant le château de Plön (de), qui illustrent la manière picturale du XVIIIe siècle.
On trouve dans la galerie du XIXe siècle les œuvres de principaux représentants de l'Âge d'or de la peinture danoise. Le département Art Nouveau propose une juxtaposition de peintures, de sculptures et d'objets. Dans la galerie d'art contemporain, on peut admirer, grâce à la Fondation Rolf Horn entre autres les chefs-d’œuvre des trois grands maîtres de l’expressionnisme nord-allemand : Emil Nolde, Ernst Barlach et Christian Rohlfs. Cette galerie couvre un échantillon représentatif de l'Art contemporain en Allemagne du Nord. Dans la croisée (Kreuzstall) les formes artistiques du XXe siècle sont présentées pèle-mêle : arts décoratifs, arts plastiques et design.
Il y a encore d'autres sculptures dans le parc du château, avec à l'arrière-plan l'île et le chenal de la Schlei.

### Le musée régional d'archéologie

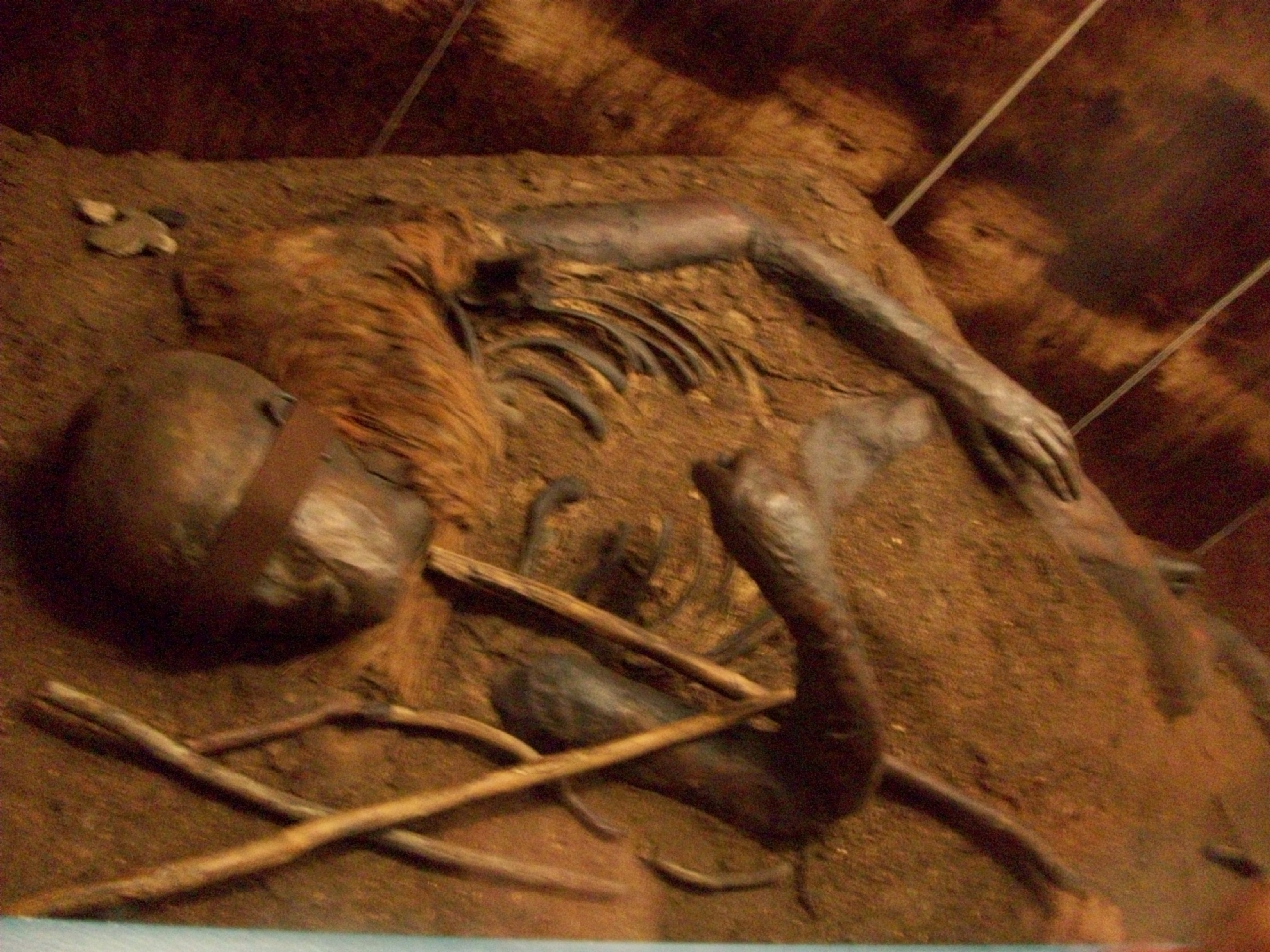
Momie de l'Homme de Windeby I au Musée de Gottorf.

Les collections du musée régional d’archéologie, avec plus de trois millions d'artefacts de l'histoire de l'Europe du Nord de l'âge de pierre jusqu'au Haut Moyen Âge, sont parmi les plus importantes de ce type en Europe. Le musée a en effet hérité des collections de l'ancien Musée du Patrimoine Ancien de Kiel (Museum vaterländischer Alterthümer) et du fonds de Flensburg (Flensborgsamlingen) d’Helvig Conrad Engelhardt (de). Les plus vieux artefacts exposés sont des outils en pierre vieux de plus de 120 000 ans réalisés par l’Homme de Néandertal. Grattoirs, armes et poteries retracent le lent cheminement de l'Homme depuis l'époque des chasseurs-cueilleurs du Paléolithique, jusqu'aux éleveurs du Néolithique.
Vers 1700 av. J.-C. l'introduction de nouveaux outils en métal a profondément bouleversé les sociétés d'Europe du Nord. Les vestiges les plus impressionnants sont les somptueux récipients d'or, les poignards et glaives en bronze, les bijoux et ustensiles comme la fibule de Meldorf. On a recensé environ 30 000 sites de l’âge glaciaire au Schleswig-Holstein. Les recherches menées sur les sépultures permettent de dresser un tableau précis des sociétés du Nord de l'Allemagne à travers les siècles. Parmi les vestiges les plus célèbres du musée, il y a les cadavres momifiés d’hommes des tourbières, comme celles de Windeby I et de Windeby II.

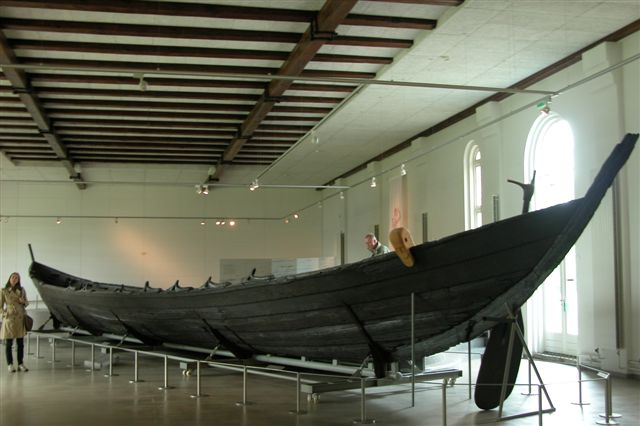
Le cogue de Nydam.

La salle Nydam, ancienne salle d'escrime jouxtant l'aile ouest du château, abrite depuis la fin de la Seconde Guerre mondiale une pièce archéologique d'importance mondiale : un navire à fond plat des années 320 apr. J.-C., long de 23 m, retrouvé dans les marais de Nydam, dans les environs de Sønderborg. Il a été évacué de Kiel pendant la guerre et reste depuis conservé au Schleswig. Ce navire, unique pour l'Antiquité tardive, a été restitué par les autorités danoises à la fin de la Première et de la Seconde Guerre mondiale. Au mois de mai 2013, le musée régional a monté une exposition à l'occasion des 150 ans de sa découverte. Depuis, les vestiges des IIIe et IVe siècles repêchés dans la tourbière de Thorsberg et les marais de Nydam, demeurent exposés dans la salle Nydam : ces armes, harnais, vêtements et ustensiles donnent une image vivante du monde matériel des Germains du Nord.
L'exposition Dorf − Burg − Kirche − Stadt est consacrée à l'histoire médiévale du Schleswig-Holstein. Depuis 1995, le musée archéologique régional regroupe aussi les collections anthropologiques de l'université de Kiel, dont des témoignages des samouraïs japonais et des Lapons.
Au mois d'octobre 2011, le musée archéologique régional du Schleswig-Holstein a fêté ses 175 ans d'existence.

### Annexes du musée

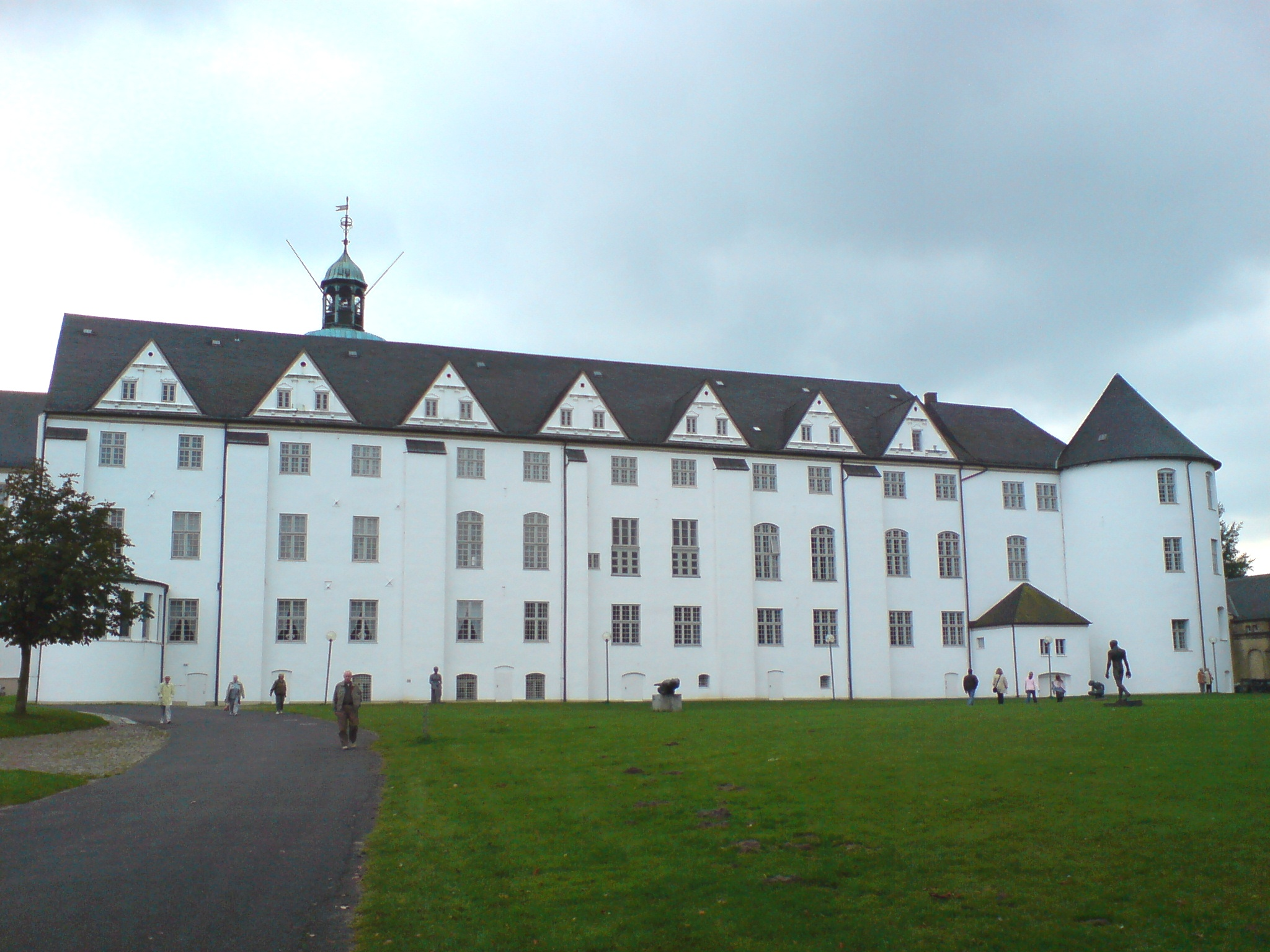
Schloss Gottorf, façade arrière.
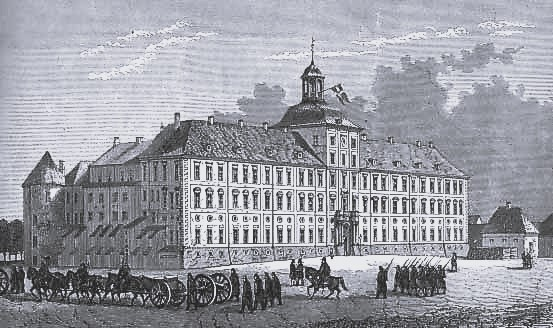
Gottorf en 1864.